# Alfeizerão
Alfeizerão est une freguesia portugaise située dans le sous-région Oeste, région Centre.
Avec une superficie de 27,81 km2 et une population de 3 849 habitants (2001), la paroisse possède une densité de 138,4 hab/km2.